# Stärkeester
Stärkeester sind Derivate der Stärke, die durch Veresterung von Hydroxygruppen mit Säuren entstehen. In einer polymeranalogen Reaktion kommt es zu einer Veränderung der funktionellen Gruppe. Dies ermöglicht es, die Eigenschaften der Stärke zu verändern. Die Stärke hierfür wird meistens aus Kartoffeln, Mais oder Weizen gewonnen. Einige Stärkeester werden heute als Lebensmittelzusatzstoff eingesetzt.

## Herstellung
Die Stärkeester werden in einer polymeranalogen Reaktion unter anderem aus Stärke und Carbonsäureanhydriden synthetisiert. Zur Synthese von Stärkesulfat ist eine alkalische Vorbehandlung der Stärke notwendig. Im Anschluss erfolgt meistens eine Reaktion mit Säurechloriden.
Da bei dieser Reaktion nicht alle Hydroxygruppen reagieren, entstehen Gemische mit unterschiedlich hohem Substitutionsgrad. Auch der Substitutionsgrad der einzelnen Stärkebausteine innerhalb eines Polymers kann unterschiedlich hoch ausfallen.
Zur Veranschaulichung dient hier die schematische Synthese von acetylierter Stärke (E 1420) in der polymeranalogen Reaktion von Stärke mit Essigsäureanhydrid:
Analoge Gemische entstehen bei den folgenden Reaktionen:
- Stärkesulfate werden durch die Umsetzung von alkalisch vorbehandelter Stärke mit Chlorsulfonsäure hergestellt.[1]
- Stärkenitrate werden durch Umsetzung von Stärke mit konzentrierter Schwefelsäure (H2SO4) und Salpetersäure (HNO3) hergestellt.[3]
- Stärkexanthogenate werden durch die Umsetzung alkalisch vorbehandelter Stärke mit Kohlenstoffdisulfid (CS2) hergestellt.[1]
- Stärkecitrate werden durch Umsetzung von Stärke mit Citronensäure hergestellt.[4]
- Stärkesuccinate werden durch Umsetzung von Stärke mit Bernsteinsäureanhydrid hergestellt.[5]
- Stärkephosphate werden durch Umsetzen von Stärke mit Mononatriumorthophosphat oder Dinatriumorthophosphat hergestellt.[6][7] Sie können auch durch trockenes Erhitzen von Stärke mit Phosphaten oder Phosphoroxychlorid auf 120–175 °C in basischer Umgebung erhalten werden.[8]
- Stärkenatriumoctenylsuccinat (E 1450) wird durch Umsetzung von Stärke mit Octenylbernsteinsäureanhydrid hergestellt.[9]

## Anwendung
Stärkeester sind chemisch modifizierte Stärken, die unter anderem als Lebensmittelzusatzstoff industriell eingesetzt werden. Dabei finden sie vor allem Anwendung bei Tiefkühl- und Konservengerichten. Die Stärkeester dienen dabei meistens der Gefrier-Tau-Stabilisierung bzw. der Stabilisierung der Konsistenz. Sie werden auch als Schutzüberzug für leicht verderbliche Produkte wie Trockenfrüchte, zum Einkapseln von Aromen und für Fruchtfüllungen in Pralinen eingesetzt. Zudem werden sie als Verdickungsmittel und Stabilisatoren für Backwaren verwendet.
Die genauen Anwendungsbereiche der einzelnen Stärkeester sind im jeweiligen Artikel zu finden.
Beispielsweise Stärkephosphate werden speziell bei säurehaltigen Lebensmitteln, die stark erwärmt (sterilisiert) werden, eingesetzt. Dabei kommen neben Monostärkephosphat (E 1410) und Distärkephosphat (E 1412) auch phosphatiertes und acetyliertes Distärkephosphat (E 1414) zum Einsatz. Das phosphatierte Stärkederivat läuft dabei unter der Kennzeichnung (E 1413).